# Rinodina immersa
Rinodina immersa är en lavart som först beskrevs av Körb., och fick sitt nu gällande namn av Alexander Zahlbruckner. Rinodina immersa ingår i släktet Rinodina och familjen Physciaceae.  Arten är reproducerande i Sverige. Inga underarter finns listade i Catalogue of Life.